# Royal Docks
Royal Docks is een gebied (area), tevens een kiesdistrict (ward), in de London Borough of Newham in het oosten van de Britse metropool Londen. De wijk is genoemd naar een drietal binnenhavens of dokken: het Royal Victoria Dock, het Royal Albert Dock en het King George V Dock; gezamenlijk de Royal Group of Docks genoemd. Hier ligt tevens de luchthaven London City Airport en, net buiten de wijk, het ExCeL Exhibition Centre. Het westelijk deel van de wijk is begin 21e eeuw een van de grotere bouwlocaties van Londen, met tientallen woon- en kantoorgebouwen recent opgeleverd, in aanbouw of gepland.

## Ligging

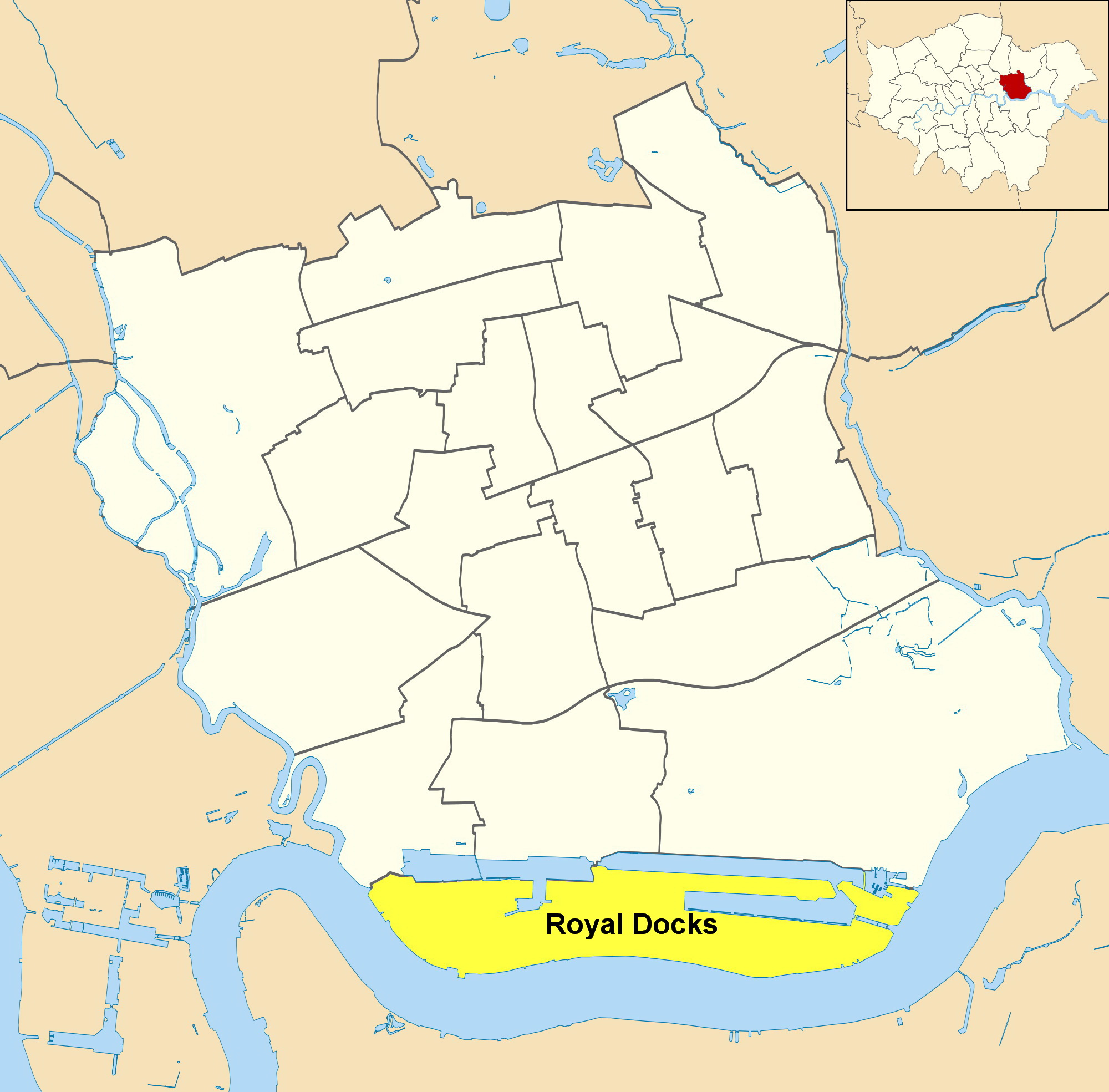
Royal Docks, een van de 20 wards van Newham

Royal Victoria Dock in 2014

Royal Docks ligt in het zuidelijk puntje van Newham op de noordoever van de rivier de Theems. Het gebied wordt aan de noordzijde begrensd door het water van het Royal Victoria Dock en het Royal Albert Dock, die tevens de grens vormen met de wards Canning Town South, Custom House en Beckton. Ten zuiden van de Theems liggen de wards Greenwich Peninsula en Woolwich Riverside, beide in de Royal Borough of Greenwich.
De belangrijkste ontsluitingswegen zijn de A1020 en de A112. Beide wegen voeren naar de Woolwich Ferry, de verbindingsschakel tussen de North en South Circular Road. De Woolwich Foot Tunnel is een voetgangerstunnel onder de Theems uit 1912. De Thames Barrier is niet toegankelijk voor verkeer.
Het gebied wordt verder ontsloten door de Docklands Light Railway met vier stations in Royal Docks: West Silvertown, Pontoon Dock, Station London City Airport en King George V. De stations Royal Victoria en Custom House for ExCeL liggen net buiten de wijk. Laatstgenoemd station zal vanaf 2018 worden verbonden met Crossrail. Tussen Greenwich Peninsula en Royal Docks vormt sinds 2012 de Emirates Air Line een kabelbaanverbinding over de Theems.
De luchthaven Londen City ligt tussen Royal Albert Dock en King George V Dock, en is van betekenis voor heel Londen.

## Geschiedenis

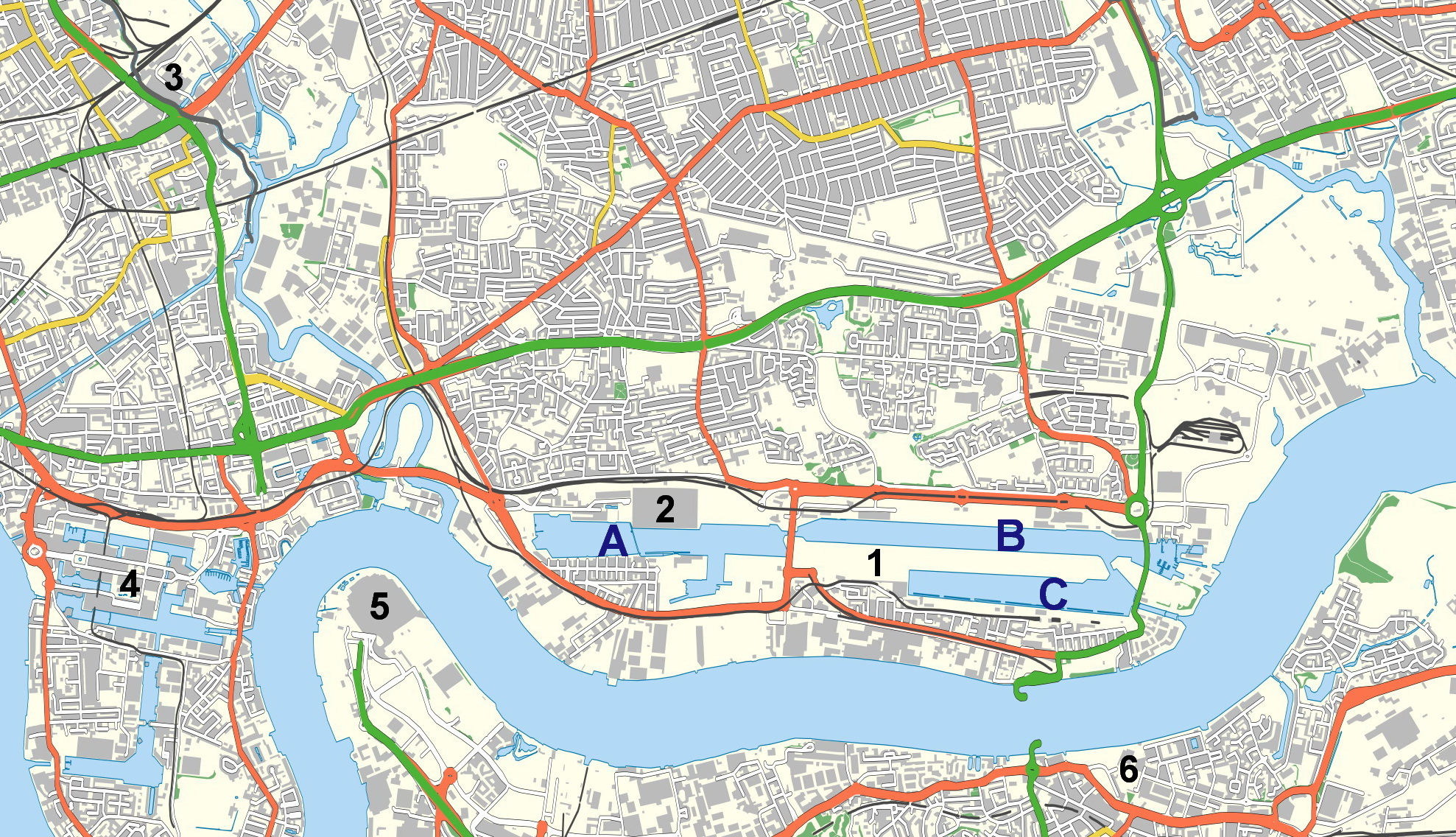
De Royal Docks, met: A Royal Victoria Dock, B Royal Albert Dock, C King George V Dock, en de voornaamste centra: 1 London City Airport, 2 ExCeL, 3 Stratford, 4 Canary Wharf, 5 The O2, 6 Royal Arsenal

In de middeleeuwen vormde North Woolwich, samen met het op de zuidelijke Theemsoever gelegen Woolwich, een zelfstandige parish binnen het graafschap Kent. Het moerasachtige gebied bij North Woolwich, dat nog nauwelijks bebouwing kende, was een Kentse enclave binnen het graafschap Essex. In 1308 wordt voor het eerst melding gemaakt van de Woolwich Ferry.

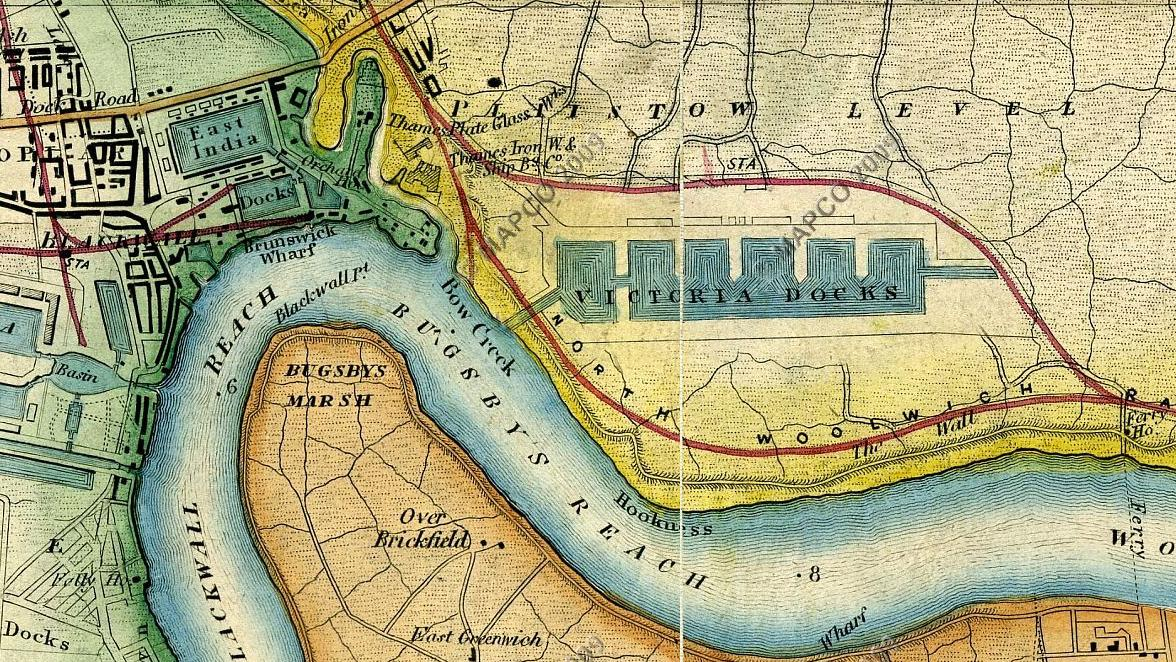
Victoria Docks in 1872

In 1855 begon de bouw van het Royal Victoria Dock door de London & St Katharine Docks, in 1880 verlengd met het Royal Albert Dock. Gezamenlijk voegden de twee bassins 19,3 km havenkade toe aan de haven van Londen. De nieuwe havenbekkens waren vooral geschikt voor grotere schepen. In de omgeving ontstonden nieuwe arbeiderswijken in Silvertown en North Woolwich. De Royal Docks, inclusief het kleinere Pontoon Dock, werden in 1909 overgenomen door de Port of London Authority. Deze voegde er in 1921 het King George V Dock aan toe.
Vanaf de jaren 1960 trad, door het toenemend gebruik van containers, geleidelijk het verval in. Tot 1981 bleef het gebied officieel deel uitmaken van de haven van Londen. De sluiting van de dokken leidde tot hoge werkloosheid in Silvertown en North Woolwich. Vanaf 1980 trachtte de London Docklands Development Corporation het gebied aantrekkelijker te maken voor woningbouw en bedrijfsvestigingen, met name door het verbeteren van het openbaar vervoer. Door de relatief grote afstand tot Centraal-Londen duurde dit langer dan in westelijker gelegen gebieden, zoals Isle of Dogs en Greenwich Peninsula. Deze eertijds vervallen havengebieden hebben sinds de jaren 1990 een transformatie ondergaan naar moderne woon- en werkgebieden (met onder andere Canary Wharf, de O2 Arena en duizenden nieuwbouwwoningen). Ten zuiden van Royal Docks ligt Royal Arsenal Riverside, eveneens een belangrijk ontwikkelingsgebied. Mede door de nabijheid van deze 'hotspots' ontwikkelde Royal Docks zich na 2010 tot een van de grootste bouwlocaties in Oost-Londen, met anno 2015 alleen al in het deelgebied Royal Wharf 3.300 woningen in aanbouw. De snelle ontwikkeling, vanaf 2011 gestimuleerd door de status van Urban Enterprise Zone, vindt vooral plaats in het westen van de wijk, nabij de DLR-stations West Silvertown en Pontoon Dock. Een groot project is de herontwikkeling van het gigantische, elf-verdiepingen tellende pakhuis Millennium Mills. Het verarmde North Woolwich blijft, mede door de nabijheid van City Airport, enigszins achter.

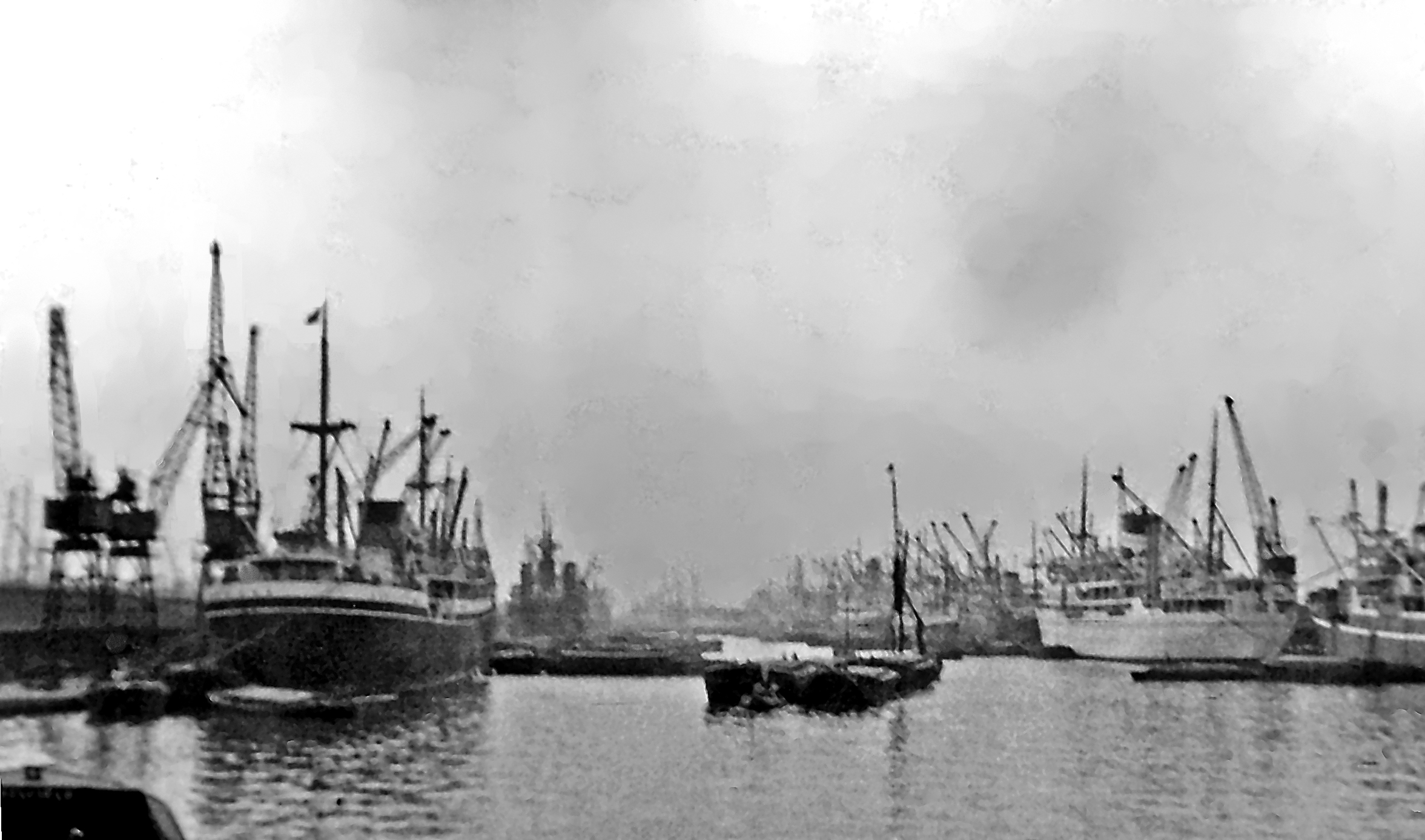
Royal Albert Dock, 1955
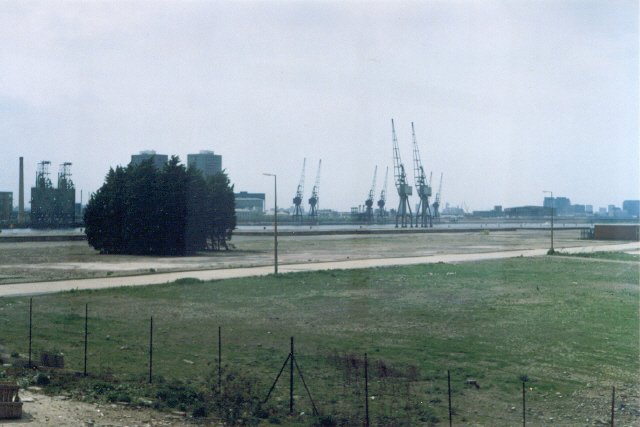
Verlaten havengebied, 1994
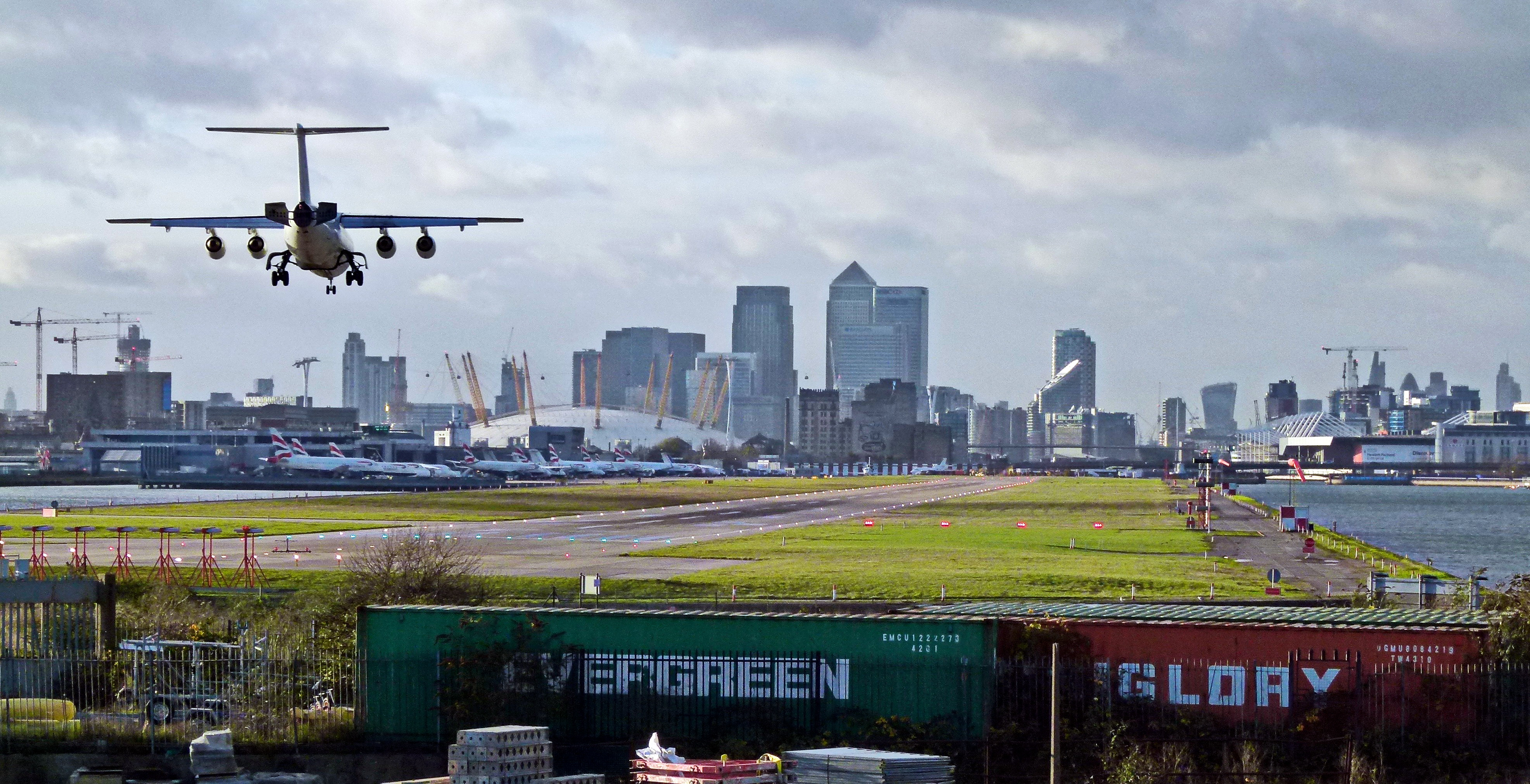
London City Airport, 2015
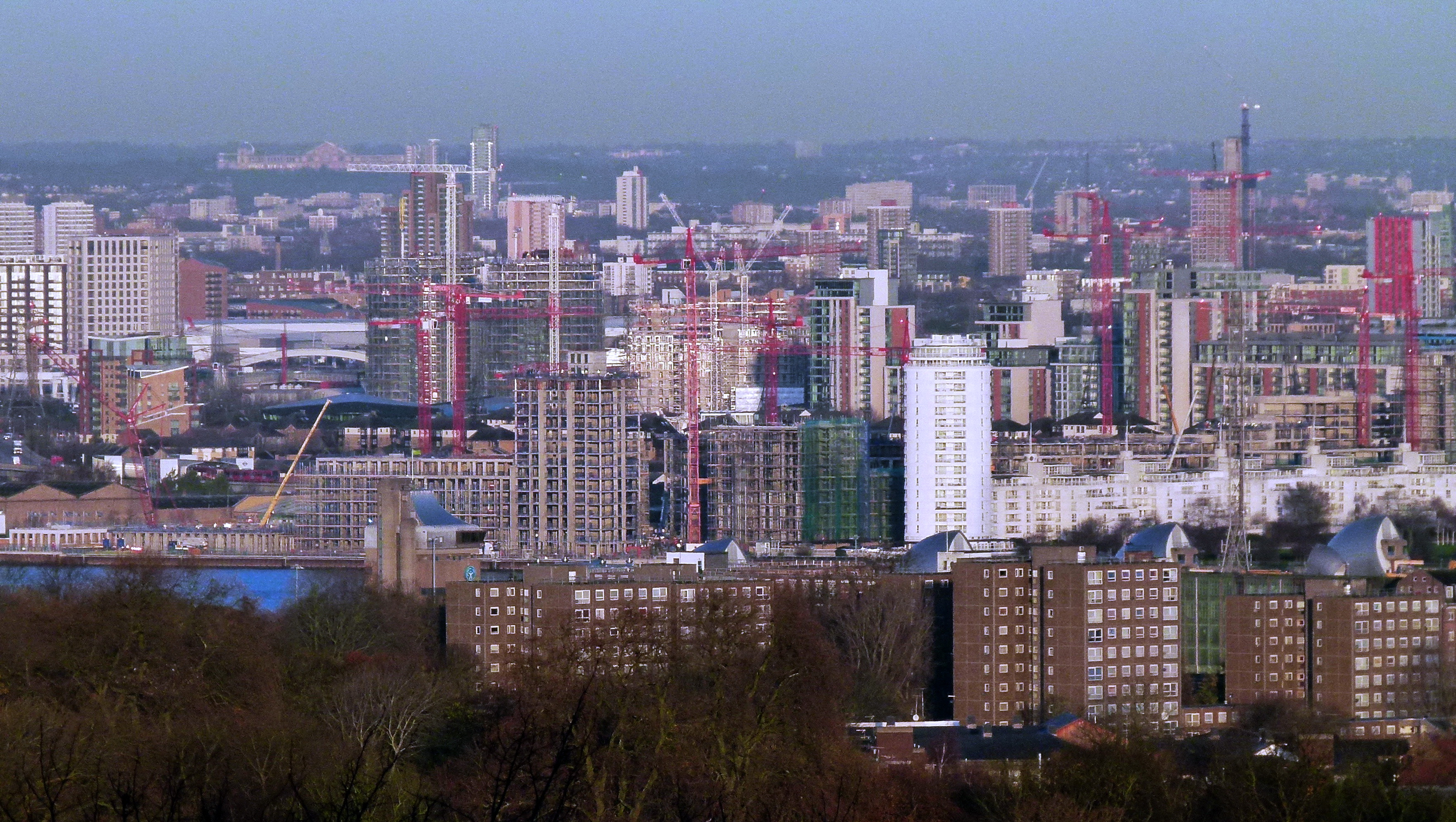
Bouwkranen Royal Wharf, 2015
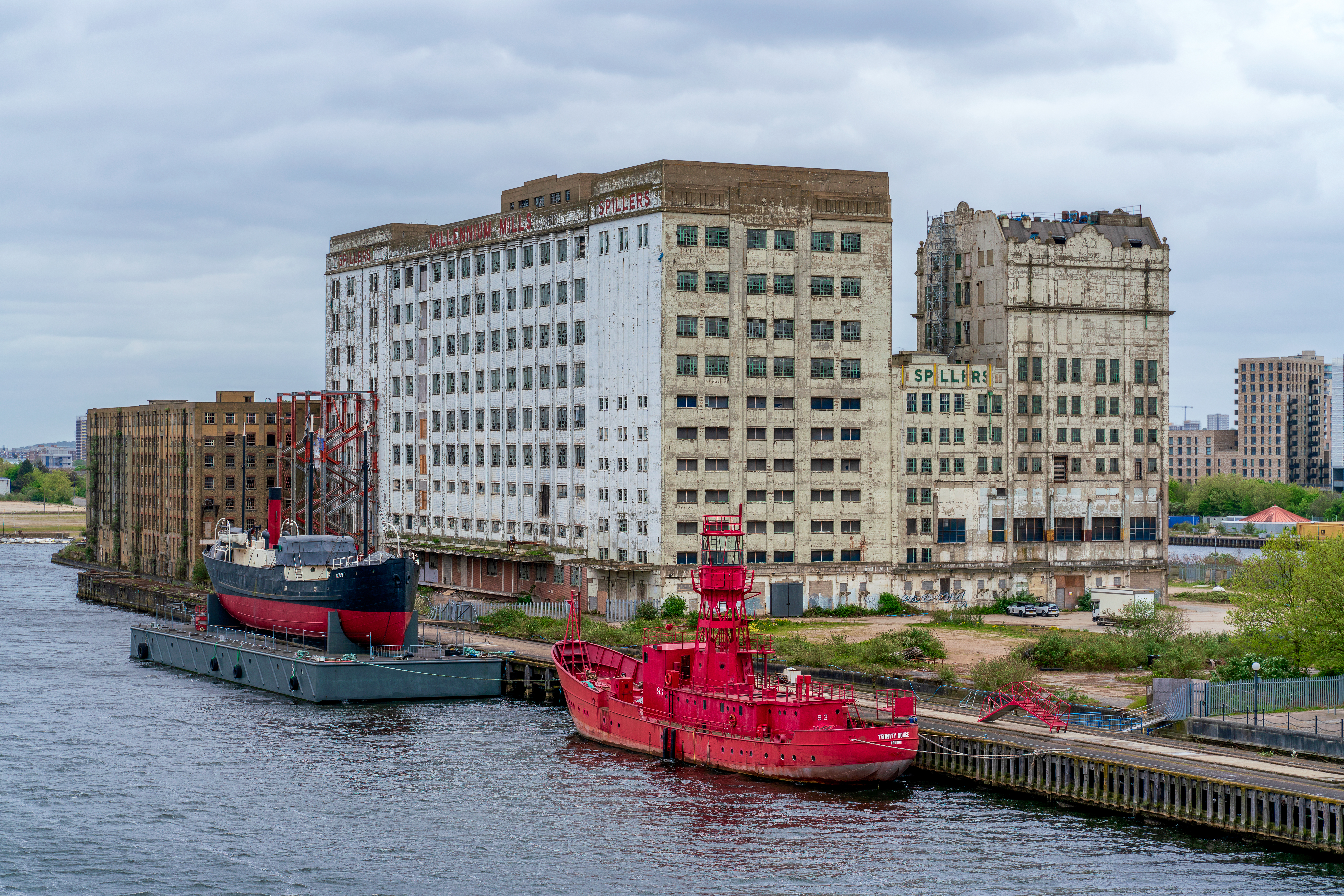
Millennium Mills, 2019